# Serge Férat
Pour les articles homonymes, voir Férat.
Serge Férat, pseudonyme de Sergueï Nikolaïevitch Yastrebzov, né à Moscou le 28 mai 1878 et mort à Paris 14e le 13 octobre 1958, est peintre et décorateur. Il utilise aussi comme autre pseudonyme celui de Roudniev dès son émigration en France.

## Biographie
Il arrive en Europe occidentale en 1899, et s'installe en 1900 à Paris dans le grand duplex de sa cousine germaine, la baronne Hélène Oettingen, fille de sa tante maternelle née Beinarovitch. Il suit les cours de Bouguereau à l'Académie Julian. Sous le pseudonyme de Roudniev, il expose l'année suivante au Salon des artistes français plusieurs tableaux influencés par Maurice Denis. Il s'intéresse au Quattrocento italien et, influencé par le cubisme, rencontre Picasso et Apollinaire qui lui donnera le pseudonyme de Férat. Aristocrate aisé et cultivé, il acquiert auprès du Douanier Rousseau (dont il deviendra l'expert à sa mort) une dizaine de ses toiles.
En 1911, il rachète avec son ami Apollinaire et sa cousine la baronne Hélène Oettingen la revue d'avant-garde Les Soirées de Paris que dirige le poète. Il en prend la direction artistique sous le pseudonyme de Jean Cérusse (de ces russes). Au printemps 1913, il commence une relation qui durera jusqu'en 1920 avec Irène Lagut. La revue est interrompue par la Grande Guerre. Engagé comme infirmier volontaire dans les Ambulances russes, puis à l'Hôpital militaire italien ouvert le 1er décembre 1915, 41, quai d'Orsay, où il dirige l'établissement sous la responsabilité du Docteur Ballodonmi mais en fait quasiment seul, Serge Férat y fait hospitaliser Apollinaire, blessé à la tête en 1916. À côté de seulement onze autres patients, le poète y reprend ses activités littéraires grâce à la complicité de son ami.
En 1917, Serge Férat illustre et réalise les décors et costumes de la pièce d'Apollinaire Les Mamelles de Tirésias, créée dans une mise en scène de Pierre Albert-Birot au conservatoire Maubel à Paris.
Ruiné par la Révolution russe, il parvient néanmoins à continuer à peindre. Il expose au Salon des indépendants, au Salon d'automne et au Salon de la Section d'Or.
Dans les années 1930, son style cubiste est peu à peu devenu décoratif. Il réalise aussi des cartons de tapisseries pour la manufacture de Beauvais.
Il participe à l'Exposition d'art russe à Prague en 1935. Son œuvre est remarquée à la grande exposition cubiste en 1953 au Musée d'art moderne de la Ville de Paris.

## Œuvres
- Nature morte, 1914, musée national d'Art moderne, Paris.

## Expositions personnelles
- Paris en 1935, Galerie Bonjean,
- Paris en 1938, Galerie de Beaune,
- Paris en janvier 1963, Galerie Lucie Weill (avec Jean-Joseph Crotti)
- Paris en 2010, Galerie Bérès.